# Новий вірус
Новими називають раніше невідомі людству віруси. Такі віруси можуть ізолювати з їхнього природного резервуару або внаслідок поширення на людину або певний вид тварин, чого не визначалось раніше. Це може бути новоз'явний вірус нового штаму або такий, що раніше існував, але неідентифікованим зберігся до нашого часу. Нові віруси можуть виникати внаслідок низки генних мутацій під дією різних чинників, внаслідок чого, будучи непоміченим людиною, можуть ставати смертельними.